# So Chae-Won
So Chae-Won (en coreano: 소채원; 12 de noviembre de 1997) es una deportista surcoreana que compite en tiro con arco, en la modalidad de arco compuesto. Ganó tres medallas en el Campeonato Mundial de Tiro con Arco al Aire Libre entre los años 2017 y 2023.

## Palmarés internacional
| Campeonato Mundial al Aire Libre | Campeonato Mundial al Aire Libre | Campeonato Mundial al Aire Libre | Campeonato Mundial al Aire Libre |
| Año                              | Lugar                            | Medalla                          | Prueba                           |
| -------------------------------- | -------------------------------- | -------------------------------- | -------------------------------- |
| 2017                             | Ciudad de México (México)        | Medalla de bronce                | Equipo                           |
| 2019                             | 's-Hertogenbosch (Países Bajos)  | Medalla de oro                   | Equipo mixto                     |
| 2023                             | Berlín (Alemania)                | Medalla de bronce                | Equipo                           |